# Алма-Атинская духовная семинария
Алматинская православная духовная семинария (каз. Алматы православиелік рухани семинариясы) — высшее православное учебное заведение Казахстанского митрополичьего округа Русской православной церкви, готовящее клириков, регентов и псаломщиков. Образовано в 2010 году.

## История
Училище было учреждено 29 января 1991 года определением Священного синода Русской православной церкви. Первоначально училище располагалось при Свято-Никольском соборе города Алма-Аты и предполагало двухгодичный период обучения.
В 1996 году учебному заведению было передано здание бывшего детского сада в микрорайоне «Дорожник».
17 июля 2001 года срок обучения в духовном училище был продлён до четырёх лет.
26 июля 2010 года решением Священного синода училище было преобразовано в Алма-Атинскую духовную семинарию. Ректором был назначен кандидат богословия архимандрит Геннадий (Гоголев), освобождённый от должности ректора Костромской духовной семинарии.
10 октября 2010 года архимандрит Геннадий хиротонисан во епископа Каскеленского, викария Астанайской епархии.
27 января 2011 в каминном зале издательского совета Русской православной церкви состоялась передача богословской и церковно-исторической литературы, собранной издательским советом для библиотеки Алма-атинской духовной семинарии.
В июле 2011 года при Алма-Атинской духовной семинарии организован миссионерский богословский факультет с дистанционной формой обучения. Абитуриенты проходят вступительные испытания. Срок обучения на катехизаторов- два года. Сертификат катехизатора высылается почтой. После завершения обучения требуется сдать выездную аттестационную сессию по шести дисциплинам. Срок обучения на богословов — шесть лет. После завершения обучения требуется сдать выездную сессию в городе Алматы. Диплом высылается почтой.
25 августа 2022 года епископ Геннадий (Гоголев) был освобождён от должности ректора семинарии, временно исполняющим обязанности ректора был назначен митрополит Астанайский и Казахстанский Александр (Могилёв).
29 декабря 2022 года исполняющим обязанности ректора был назначен первый проректор семинарии протоиерей Евгений Иванов, 15 мая 2025 года он был утверждён в должности ректора.
25 февраля 2023 года митрополит Астанайский и Казахстанский Александр совершил освящение новых корпусов Алма-Атинской духовной семинарии.